# Thauria amplifascia
Thauria amplifascia är en fjärilsart som beskrevs av Rothschild 1916. Thauria amplifascia ingår i släktet Thauria och familjen praktfjärilar. Inga underarter finns listade i Catalogue of Life.